# Portland Trail Blazers
O Portland Trail Blazers é um time de basquete profissional americano com sede em Portland, Oregon. Os Trail Blazers competem na National Basketball Association (NBA) como membros da Divisão Noroeste da Conferência Oeste da liga. A equipe jogou seus jogos em casa no Memorial Coliseum antes de se mudar para o Moda Center em 1995 (chamado de Rose Garden até 2013).
A franquia entrou na liga como um time de expansão em 1970 e teve muitos seguidores: de 1977 a 1995, o time esgotou os ingressos de 814 jogos consecutivos em casa, a mais longa sequência nos principais esportes profissionais americanos da época. Os Trail Blazers são a única equipe da NBA baseada no noroeste do Pacífico, depois que o Vancouver Grizzlies se mudou para Memphis e se tornou o Memphis Grizzlies em 2001 e o Seattle SuperSonics se mudou para Oklahoma City e se tornou o Oklahoma City Thunder em 2008.
Por três vezes a equipe avançou para as finais da NBA, vencendo o título da NBA em 1977. Suas outras aparições nas finais foram em 1990 e 1992. As 34 aparições nos playoffs do Trail Blazers ocupam o terceiro lugar na NBA, atrás apenas do Los Angeles Lakers e do San Antonio Spurs desde o início do time em 1970. Seis jogadores do Hall da Fama jogaram pelo Trail Blazers (Lenny Wilkens, Bill Walton, Clyde Drexler, Dražen Petrović, Arvydas Sabonis e Scottie Pippen). Bill Walton é o jogador mais condecorado da franquia; ele foi o MVP das Finais da NBA em 1977 e o MVP da temporada regular no ano seguinte. Quatro novatos dos Blazers (Geoff Petrie, Sidney Wicks, Brandon Roy e Damian Lillard) ganharam o prêmio de Novato do Ano. Três jogadores ganharam o prêmio de Jogador que Mais Evoluiu: Kevin Duckworth (1988), Zach Randolph (2004) e C.J. McCollum (2016).

## História

### 1970–1974: início da franquia

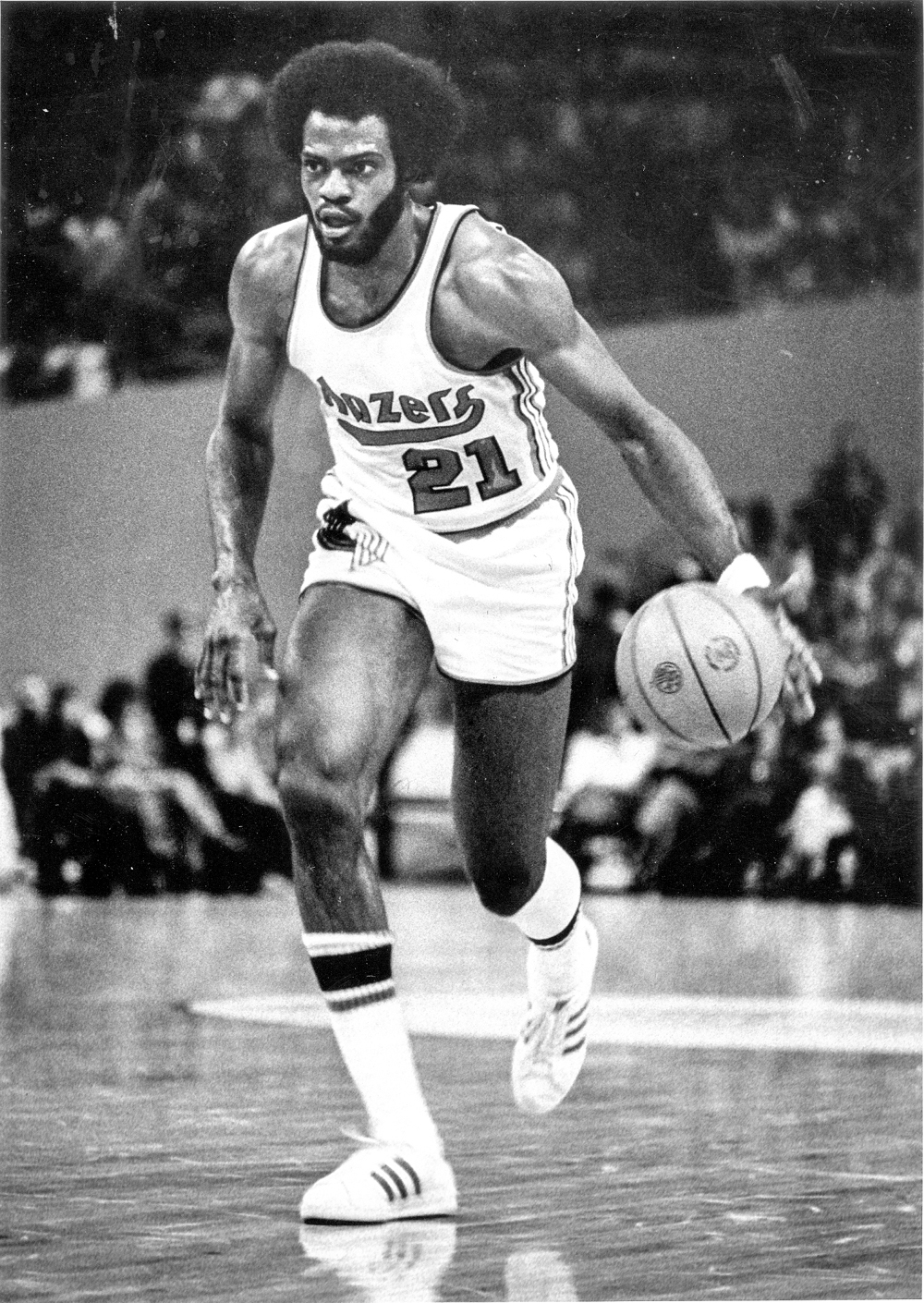
Sidney Wicks, que jogou em quatro All-Star Games enquanto estava no Trail Blazers, ganhou o prêmio de Novato do Ano de 1971-72 após ter médias de 24,5 pontos e 11,5 rebotes.

O promotor esportivo Harry Glickman buscou uma franquia da National Basketball Association (NBA) para Portland em 1955, quando propôs duas novas equipes de expansão, a outra localizada em Los Angeles. Quando o Memorial Coliseum foi inaugurado em 1960, Glickman viu o potencial de servir como um local de basquete profissional, mas foi somente em 6 de fevereiro de 1970 que o conselho de donos da NBA concedeu a ele os direitos de uma franquia em Portland. Para arrecadar o dinheiro para a admissão de US$3,7 milhões, Glickman se associou aos magnatas imobiliários Robert Schmertz de Nova Jersey, Larry Weinberg de Los Angeles e Herman Sarkowsky de Seattle. Duas semanas depois, em 24 de fevereiro, a direção da equipe realizou um concurso para escolher o nome da equipe e recebeu mais de 10.000 inscrições. A escolha mais popular foi "Pioneers", mas esse nome foi excluído da consideração, pois já era usado por times esportivos no Portland's Lewis & Clark College. O nome "Trail Blazers" recebeu 172 inscrições e foi finalmente selecionado pelo painel de jurados, sendo revelado em 13 de março no intervalo de um jogo do Seattle SuperSonics no Memorial Coliseum. Derivado da atividade pioneira de exploradores abrindo caminhos pelas florestas, Glickman o considerou um nome que poderia "refletir tanto a robustez do noroeste do Pacífico quanto o início de uma era da liga em nosso estado". Apesar da resposta inicial mista, o nome Trail Blazers, muitas vezes abreviado para apenas "Blazers", tornou-se popular em Oregon.
Junto com o Cleveland Cavaliers e o Buffalo Braves (agora Los Angeles Clippers), o Trail Blazers entrou na NBA em 1970 como uma equipe de expansão, sob o comando do técnico Rolland Todd. Geoff Petrie e Sidney Wicks lideraram o time em seus primeiros anos mas a equipe não conseguiu se classificar para os playoffs nas primeiras seis temporadas de existência. Durante esse período, a equipe teve três treinadores principais. Os Blazers ganharam a primeira escolha no draft por duas vezes durante esse período. Em 1972, a equipe selecionou LaRue Martin como a primeira escolha.

### 1974–1979: Trazendo um título para Portland

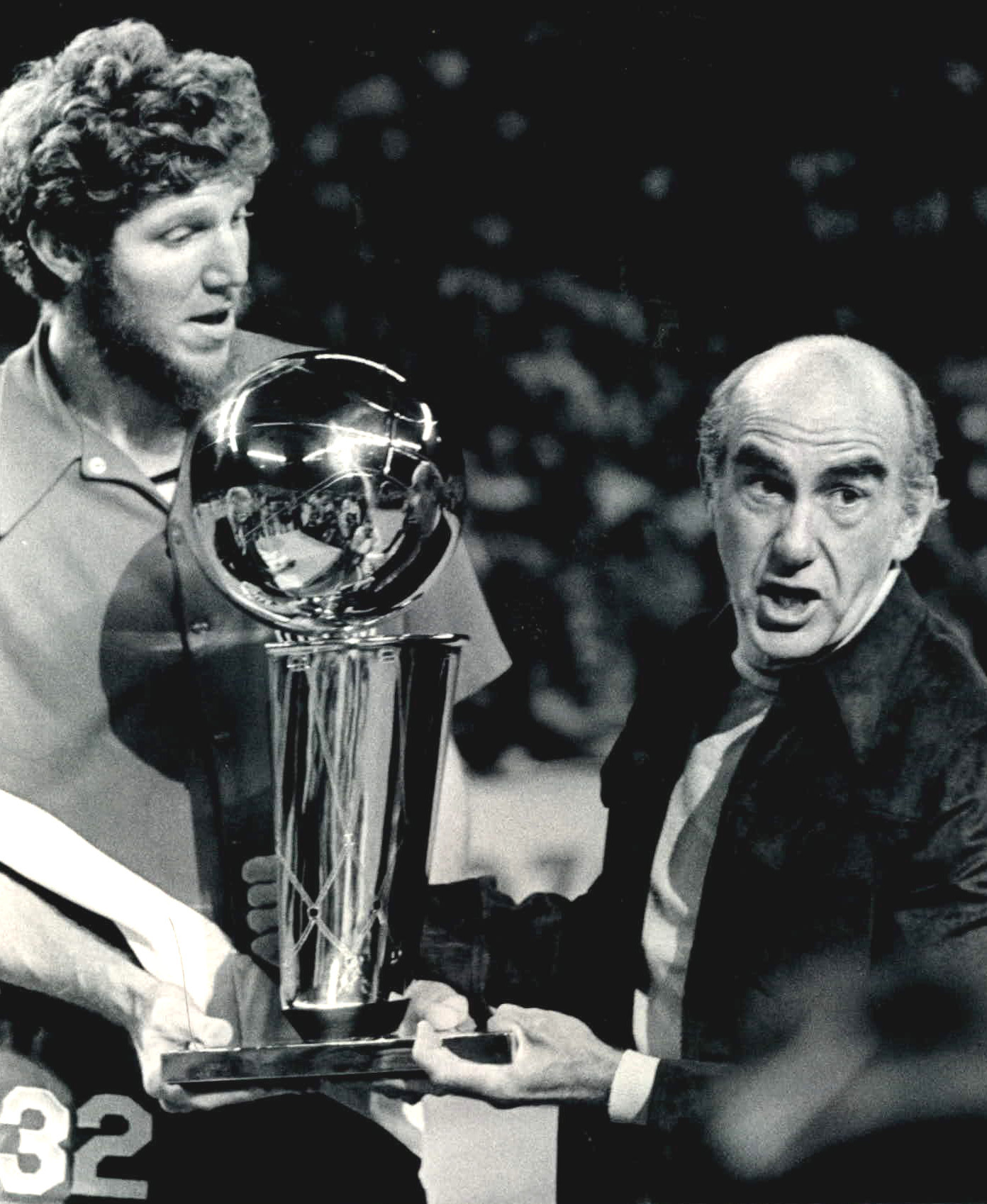
Em sua primeira temporada como treinador principal do Trail Blazers, Jack Ramsay levou o time à primeira vaga nos playoffs e, eventualmente, ao título. Bill Walton foi o MVP das Finais.

No draft da NBA de 1974, a equipe selecionou Bill Walton da UCLA como a primeira escolha geral. A fusão ABA-NBA de 1976 viu essas duas ligas rivais unirem forças. Quatro times da ABA ingressaram na NBA; as equipes restantes foram dissolvidas e seus jogadores distribuídos entre os times restantes da NBA em um draft de dispersão. Os Trail Blazers selecionaram Maurice Lucas no draft de dispersão. Naquele verão, eles também contrataram Jack Ramsay como treinador principal.
As duas contratações levaram o Portland a várias estreias: recorde de vitórias (49–33), participação nos playoffs e um título da NBA em 1977. A partir de 5 de abril daquele ano, o time começou uma sequência de esgotamento de ingressos de 814 jogos consecutivos - os mais longos da história dos principais esportes profissionais americanos - que não terminaram até 1995, depois que o time se mudou para uma instalação maior.
A equipe começou a temporada de 1977-78 com uma marca de 50-10 e alguns previram uma dinastia em Portland. No entanto, Bill Walton sofreu uma lesão no pé que encerrou sua temporada e o atormentaria pelo resto de sua carreira, e o time terminou com um recorde de 58–24. Nos playoffs, Portland perdeu para o Seattle SuperSonics nas semifinais da conferência. Naquele verão, Walton exigiu ser negociado com um time de sua escolha (Clippers, Knicks, Warriors ou 76ers), porque estava insatisfeito com seu tratamento médico em Portland. Walton não foi negociado e deixou o time após a temporada de 1978-79. A equipe foi ainda mais desmontada quando Lucas saiu em 1980.

### 1980–1983: Transição
Durante a década de 1980, o time foi uma presença consistente na pós-temporada da NBA, não conseguindo se classificar para os playoffs apenas em 1982. No entanto, eles nunca passaram das semifinais da conferência durante a década. A Divisão do Pacífico foi dominada pelo Los Angeles Lakers ao longo da década e apenas o Lakers e o Houston Rockets representaram a Conferência Oeste nas Finais da NBA. Jogadores-chave para os Blazers durante o início dos anos 1980 incluíram Mychal Thompson, Billy Ray Bates, Fat Lever, Darnell Valentine, Wayne Cooper, T. R. Dunn, Jim Paxson e Calvin Natt.

### 1983–1995

#### Selecionando Clyde Drexler

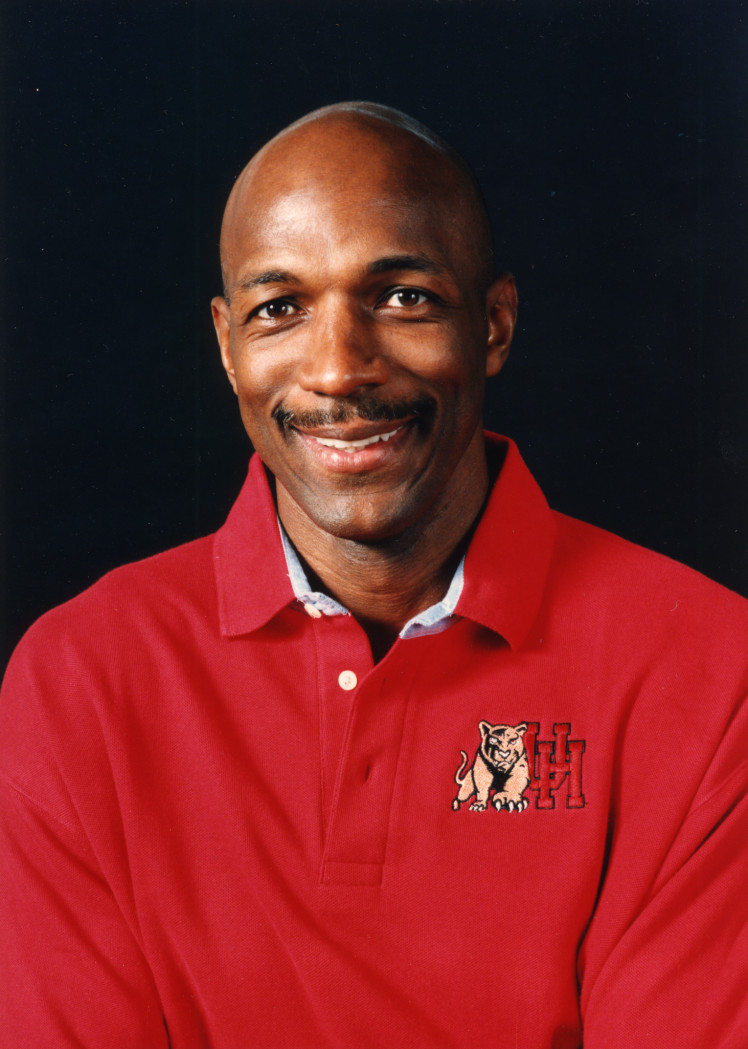
Clyde Drexler jogou em Portland de 1983 a 1995.

No draft da NBA de 1983, a equipe selecionou Clyde Drexler da Universidade de Houston como a 14ª escolha geral; "Clyde the Glide" se tornaria o rosto da franquia por mais de uma década e o segundo jogador mais condecorado do time (depois de Walton). No draft do ano seguinte, os Trail Blazers conseguiram a segunda escolha. Depois que o Houston Rockets selecionou o companheiro de equipe de universidade de Drexler, Hakeem Olajuwon, como a primeira escolha, o Trail Blazers selecionou Sam Bowie de Kentucky. Com a terceira escolha, o Chicago Bulls selecionou Michael Jordan. A escolha de Bowie, atormentado por lesões, em vez de Jordan, foi criticada como uma das piores escolhas de draft da história dos esportes profissionais americanos. Naquele verão, os Blazers também fizeram uma troca polêmica, enviando Fat Lever, Wayne Cooper e Calvin Natt para o Denver Nuggets em troca de Kiki Vandeweghe. No draft da NBA de 1985, os Blazers selecionaram Terry Porter como a última escolha da primeiro rodada. Porter viria a se tornar um dos principais armadores da liga e o líder de todos os tempos dos Blazers em assistências.

Depois de ser selecionado pelos Trail Blazers vários anos antes, Arvydas Sabonis fez sua estreia na NBA durante a temporada de 1995-96.

No entanto, os Blazers continuaram tendo problemas na pós-temporada e, em 1986, Ramsay foi demitido e substituído por Mike Schuler. No período de entressafra seguinte, a equipe selecionou dois jogadores de trás da Cortina de Ferro, Arvydas Sabonis e Dražen Petrović. Sam Bowie quebrou a perna após cinco jogos na temporada de 1986-87, perdendo as próximas duas temporadas e meia. Durante o breve mandato de Schuler, os Blazers não conseguiram avançar na primeira rodada dos playoffs.

#### Propriedade de Paul Allen
Em 1988, o co-fundador da Microsoft, Paul Allen, comprou os Blazers por US$ 70 milhões. Na época da compra, Allen, então com 35 anos, tornou-se o mais jovem dono de equipe nos quatro grandes esportes profissionais. Sua primeira temporada como proprietário foi marcada por turbulência, pois surgiram conflitos sobre quem deveria ser titular em várias posições. Vandeweghe e Johnson se lesionaram e foram substituídos na equipe titular por Jerome Kersey e Kevin Duckworth. Vários jogadores, principalmente Drexler, foram acusados de minar o trabalho do técnico Schuler. A equipe abriu a temporada de 1988-89 com um recorde de 25-22 e Schuler foi demitido. Ele foi substituído interinamente pelo assistente técnico Rick Adelman e Vandeweghe foi negociado com o New York Knicks. Sob o comando de Adelman, o time conseguiu se classificar para os playoffs mas foi eliminado na primeira rodada. Naquela entressafra, o time trocou Sam Bowie (que havia retornado ao time para encerrar a temporada) para o New Jersey Nets em troca de Buck Williams e Adelman recebeu o cargo de técnico permanente.

#### Chegando às Finais da NBA
A adição de Williams e a substituição de Vandeweghe por Kersey transformou o time de um time defensivo ruim em um bom. Liderada por Drexler, a equipe chegou às finais da NBA em 1990 e 1992, perdendo para o Detroit Pistons e Chicago Bulls, respectivamente. Possivelmente inspirados no "Super Bowl Shuffle" do Chicago Bears de 1985, durante a preparação para sua aparição nas finais de 1990, os Blazers gravaram duas canções: "Bust a Bucket" e "Rip City Rhapsody" (com música tocada e gravada por Josh Mellicker, "Rip City" sendo uma referência ao apelido da cidade). No ano entre suas duas aparições nas finais, o time registrou o melhor recorde da liga com 63-19 antes de perder para o Los Angeles Lakers nas finais da Conferência Oeste. No entanto, a equipe não conseguiu ganhar o título da NBA e não conseguiu passar da primeira rodada em 1993 e 1994. Adelman foi demitido após a temporada de 1994 e substituído por P. J. Carlesimo, o que levou à renúncia do vice-presidente executivo Geoff Petrie, um amigo próximo de Adelman.
Em julho de 1994, os Trail Blazers anunciaram a contratação de um novo presidente de equipe, o ex-gerente geral do Seattle SuperSonics, Bob Whitsitt. Ele era conhecido como "Trader Bob" por sua propensão a fazer negócios e imediatamente começou a renovar o elenco dos Blazers; isso incluiu o desmantelamento da equipe envelhecida liderada por Drexler, que havia chegado duas vezes às finais. Drexler pediu para ser negociado e os Trail Blazers o negociaram com o Houston Rockets. No outono de 1995, a equipe trocou o Memorial Coliseum por uma nova casa, a Rose Garden Arena com 20.000 lugares. A seqüência de ingressos esgotados terminou no novo prédio.

### 1995–2006: Reconstrução e problemas
Em um esforço para se reconstruir, o time adquiriu vários jogadores de grande talento, mas com reputação de problemas fora da quadra. Isaiah Rider, que foi negociado pelo Minnesota Timberwolves devido a suas prisões frequentes e falta de pontualidade, foi preso por posse de maconha dois dias antes de sua estreia com os Blazers. Rasheed Wallace, que era reconhecido como um jogador temperamental desde a universidade, também foi adquirido, em uma troca com o Washington Bullets. O armador Kenny Anderson e, posteriormente, negociado com o Toronto Raptors por Damon Stoudamire em fevereiro de 1998. Inicialmente, essa abordagem funcionou, pois a equipe voltou às finais da Conferência Oeste em 1999 sob o comando do técnico Mike Dunleavy. Depois de ser varrido pelo eventual campeão San Antonio Spurs, Whitsitt enviou Rider e Jim Jackson para o Atlanta Hawks em troca de Steve Smith e adquiriu Scottie Pippen do Houston Rockets. A equipe avançou novamente para as finais da Conferência Oeste, onde enfrentou uma equipe do Los Angeles Lakers liderada por Shaquille O'Neal e Kobe Bryant. Nessa série, o Trail Blazers perdeu três dos primeiros quatro jogos antes de vencer os dois seguintes, forçando um Jogo 7. Os Blazers tinham uma vantagem de 15 pontos no quarto período, mas perdeu o jogo e a série para o Lakers, que conquistou o primeiro de três títulos consecutivos.

#### "Os Jail Blazers"
Os Trail Blazers fizeram uma série de mudanças nas temporadas de 2000 e 2001 que não produziram os resultados desejados. Jermaine O'Neal foi negociado com o Indiana Pacers em troca de Dale Davis. Brian Grant assinou com o Miami Heat e foi substituído pelo ex-jogador do Seattle SuperSonics,Shawn Kemp. A equipe começou bem, tendo o melhor recorde da Conferência Oeste até março de 2001, e então contratou Rod Strickland para aumentar seu corpo de armadores. O tiro saiu pela culatra e o time perdeu 17 dos 25 jogos restantes, sendo eliminado pelo Los Angeles Lakers na primeira rodada dos playoffs. Alguns na mídia começaram a criticar a equipe, e Whitsitt, anteriormente proclamado um gênio por seu trabalho em Seattle e Portland, foi criticado. Uma crítica específica foi que Whitsitt estava tentando ganhar um título reunindo um elenco de estrelas, sem prestar atenção à química da equipe. Um torcedor foi expulso do Rose Garden por segurar uma faixa que dizia "Trade Whitsitt", e muitos na mídia nacional começaram a se referir ao time como "Jail Blazers" por causa dos problemas fora da quadra de muitos jogadores.
Naquela entressafra, a agitação continuou; Dunleavy foi demitido e substituído por Maurice Cheeks, um treinador que alguns pensaram que se relacionaria melhor com os jogadores. Mais transações se seguiram quando os Blazers trocaram Steve Smith para o San Antonio Spurs em troca de Derek Anderson. Em um de seus movimentos mais controversos até então, Whitsitt contratou Ruben Patterson, que anteriormente não havia contestado uma acusação de agressão sexual e foi obrigado a se registrar como agressor sexual. O popular pivô Arvydas Sabonis, que teve uma toalha jogada em seu rosto por Rasheed Wallace durante os playoffs, decidiu deixar o time.
As duas temporadas seguintes foram igualmente desastrosas para a reputação do time. Vários jogadores, incluindo Wallace, Stoudamire e Qyntel Woods, foram citados por posse de maconha. Woods se declarou culpado de abuso de animais em primeiro grau por organizar brigas de cães em sua casa. Wallace foi suspenso por sete jogos por ameaçar um árbitro. Zach Randolph e Patterson brigaram durante o treino, com Randolph socando seu companheiro de equipe no olho, uma lesão que impediu que Patterson desse uma contribuição significativa durante os playoffs. Quando a polícia foi à casa de Stoudamire para responder a um alarme contra roubo, eles notaram um cheiro de maconha, revistaram o local e encontraram meio quilo de maconha localizado em um forro; a busca foi posteriormente declarada ilegal e as acusações no assunto foram retiradas. Bonzi Wells disse à Sports Illustrated em uma entrevista de 2002: "Não vamos realmente nos preocupar com o que diabos os fãs pensam sobre nós. Eles realmente não importam para nós. Eles podem nos vaiar todos os dias mas eles ainda vão pedir nossos autógrafos se nos virem na rua. É por isso que eles são fãs e nós somos jogadores da NBA". Ele foi multado em $ 50.000 pelos Blazers pela declaração.
O descontentamento dos fãs aumentou; apesar da equipe continuar registrando um recorde de vitórias, o comparecimento ao Rose Garden começou a diminuir. No verão de 2003, com o público diminuindo, o time indo a lugar nenhum na quadra e uma folha de pagamento exorbitante, Whitsitt anunciou que deixaria o time para se concentrar na outra franquia de Paul Allen, o Seattle Seahawks.
Para substituir Whitsitt, a equipe contratou dois homens em novos cargos. John Nash, um veterano executivo da NBA, foi contratado como gerente geral e Steve Patterson como presidente da equipe. A equipe logo publicou um "compromisso de 25 pontos" para os fãs. Jogadores problemáticos, incluindo Wells, Wallace e Jeff McInnis, foram negociados. No entanto, a equipe não conseguiu se classificar para os playoffs de 2004, encerrando uma sequência de 21 playoffs consecutivos.
O ano seguinte foi marcado por mais problemas, já que o time despencou para um recorde de 27-55. A falência da corporação Oregon Arena, que resultou na posse do Rose Garden por um consórcio de empresas de investimento, alienou ainda mais a base de fãs, assim como um incidente no qual Darius Miles (ele próprio afro-americano) fez uma injuria racial contra o técnico Maurice Cheeks. Cheeks foi demitido naquela temporada e substituído interinamente por Kevin Pritchard. Naquele verão, a equipe contratou Nate McMillan, que havia treinado o Seattle SuperSonics na temporada anterior.
A temporada de 2005-06 não foi melhor, já que os Blazers registraram o pior recorde da liga de 21-61. A frequência de público foi menor e o ano não foi isento de incidentes. Jogadores como Miles, Patterson, Randolph e Sebastian Telfair estiveram envolvidos em brigas na quadra ou incidentes fora dela. Além disso, a equipe tinha um relacionamento ruim com a administração do Rose Garden, reclamando frequentemente de um "modelo econômico falido". Paul Allen colou o time a venda naquele verão. No entanto, ele estava disposto a gastar dinheiro e incentivou Pritchard a fazer negociações no dia do draft. Posteriormente, ele tirou a equipe do mercado.

### 2006–2012: Roy e Aldridge

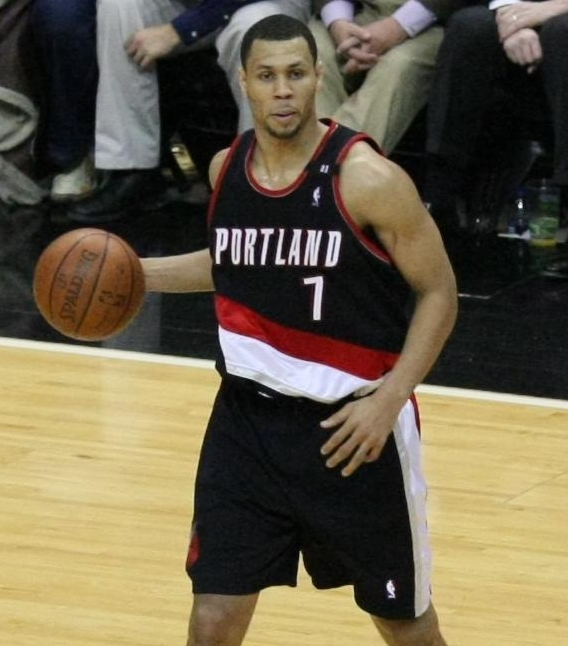
Brandon Roy foi escolhido como o Novato do Ano da temporada de 2006-07.

No draft da NBA de 2006, os Blazers trocaram Viktor Khryapa e Tyrus Thomas por LaMarcus Aldridge. Os Blazers também trocaram pela sexta escolha, Brandon Roy. Na primavera de 2007, Steve Patterson renunciou ao cargo de presidente da equipe e Paul Allen fez um acordo para recomprar o Rose Garden. Na quadra, a equipe terminou com um recorde de 32-50, uma melhoria de 11 jogos, e Brandon Roy foi nomeado o Novato do Ano. Naquele verão, Pritchard foi promovido a gerente geral e o ex-executivo da Nike, Larry Miller, foi contratado como presidente da equipe. Os Blazers ganharam o sorteio do draft da NBA de 2007 e selecionaram o pivô de Ohio State, Greg Oden, como a escolha número 1 no draft. Alguns especularam que os Blazers poderiam escolher a segunda escolha do draft, Kevin Durant. Oden sofreu uma lesão no joelho na pré-temporada e perdeu toda a temporada de 2007-08. A batalha constante de Oden com lesões e o sucesso de Durant resultaram em comparações com a seleção dos Blazers de Sam Bowie sobre Michael Jordan em 1984.
Apesar disso, o Trail Blazers teve uma sequência de 13 vitórias consecutivas que começou no início de dezembro, resultando em um recorde de 13–2, o melhor da NBA no mês de dezembro. Nate McMillan ganhou o Prêmio de Técnico do Mês e Roy conquistou o Prêmio de Jogador da Semana da Conferência Oeste em semanas consecutivas (o primeiro jogador do Trail Blazers a realizar o feito desde Clyde Drexler na temporada de 1990-91). Os treinadores da Conferência Oeste selecionaram Roy para o All-Star Game de 2008, o primeiro All-Star dos Blazers desde Rasheed Wallace em 2001. Os Blazers terminaram a temporada com um recorde de 41-41, seu melhor recorde desde a temporada de 2003-04. Após a temporada, os Blazers se tornaram o único time da NBA no noroeste do Pacífico, com o Seattle SuperSonics se mudando para Oklahoma City.
Durante a temporada de 2008-09, depois de muita espera, Greg Oden estreou nos Blazers e jogou em 61 jogos. Portland também deu um toque internacional ao time com as chegadas do espanhol Rudy Fernández e do francês Nicolas Batum. Roy apareceu em seu segundo All-Star Game consecutivo e Fernández competiu no Slam Dunk Contest durante o All-Star Weekend. Os Blazers garantiram uma vaga nos playoffs pela primeira vez desde 2003 e alcançaram um recorde de 54-28, seu primeiro recorde de vitórias desde a temporada de 2002-03. A equipe foi eliminado pelo Houston Rockets por 4-2 na primeira rodada.
No draft da NBA de 2009, os Trail Blazers selecionaram Víctor Claver, Dante Cunningham, Jon Brockman e Patrick Mills. Brockman foi negociado com os Kings em troca da escolha nº 31, Jeff Pendergraph.
Apesar de um recorde de vitórias, as lesões prejudicaram a equipe na temporada de 2009–10. Até o técnico Nate McMillan não foi poupado, pois sofreu uma ruptura no tendão de Aquiles durante um treino e usava botas. Por causa do vazio na posição de pivô, o gerente geral do Blazers, Kevin Pritchard, fechou um acordo para adquirir Marcus Camby do Los Angeles Clippers em troca de Steve Blake e Travis Outlaw. Embora as vitórias não tenham ocorrido tão facilmente quanto na temporada anterior, os Blazers se recuperaram e terminaram com um recorde de 50-32 e a 6º colocação no Oeste. No entanto, o acúmulo de lesões foi demais para suportar e os Trail Blazers com poucos jogadores perderam a primeira rodada por 4–2 para o Phoenix Suns.

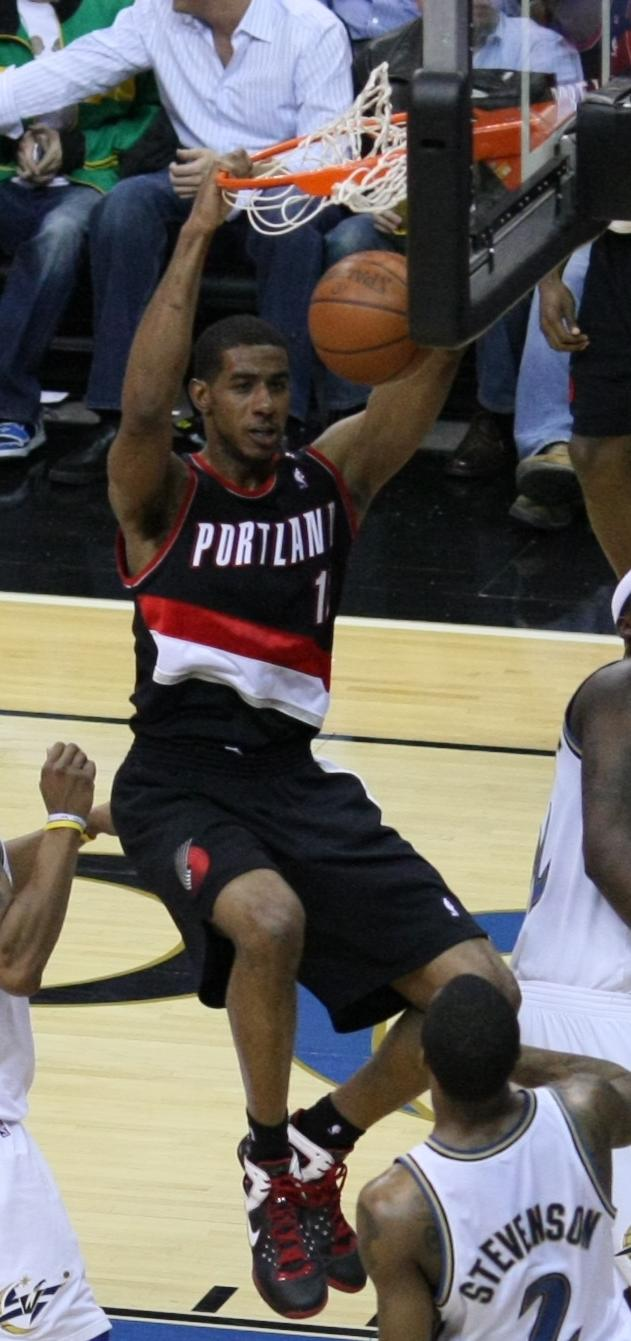
LaMarcus Aldridge jogou os primeiros nove anos de sua carreira profissional em Portland.

Durante o período de entressafra de 2010, o front office dos Blazers passou por mudanças significativas com o anúncio do novo gerente geral Rich Cho. Ele se tornou o primeiro gerente geral de ascendência asiática na história da NBA. Os Blazers selecionaram Armon Johnson, Luke Babbitt e Elliot Williams no draft da NBA de 2010. Semelhante à temporada anterior, Portland enfrentou lesões desde o início da temporada de 2010-11 e em novembro, eles anunciaram que Oden faria uma cirurgia no joelho esquerdo, encerrando sua temporada. Esta lesão marcou a terceira temporada de Oden na NBA interrompida devido a uma lesão no joelho.
Apesar das lutas contra lesões, o Portland teve um desempenho de playoffs ao longo da temporada. LaMarcus Aldridge emergiu como uma estrela e ganhou os Prêmio de Jogador da Semana e do Mês da Conferência Oeste. Acreditando que o time poderia fazer uma campanha significativa nos playoffs, Cho realizou sua primeira grande negociação em 24 de fevereiro de 2011, apenas sete minutos antes do prazo. O Trail Blazers enviou Dante Cunningham, Joel Przybilla e Sean Marks para o Charlotte Bobcats em troca de Gerald Wallace. Aldridge e Wesley Matthews mantiveram os Blazers competitivos, garantindo outra vaga nos playoffs ao vencer 48 jogos. No entanto, como nas duas últimas pós-temporadas, os Blazers foram eliminados em seis jogos na primeira rodada, desta vez contra o eventual campeão, o Dallas Mavericks.
Durante o período de entressafra de 2011, os Blazers dispensaram Cho, supostamente devido a "problemas de química" e comunicação com o proprietário Paul Allen. O diretor de scout, Chad Buchanan, assumiu o cargo de gerente geral interino. A demissão de Cho foi criticada pela Sports Illustrated como "ilógica", embora eles notassem que Allen havia feito muitos movimentos questionáveis durante sua gestão como dono do time.
No draft da NBA de 2011, os Trail Blazers selecionaram Nolan Smith como a 21ª escolha geral e Jon Diebler como a 51ª escolha geral. O Locaute da NBA de 2011 suspendeu as transações até o início de dezembro e os Blazers foram atingidos por três problemas quando a data chegou: Brandon Roy anunciou sua aposentadoria devido a problemas crônicos no joelho, Greg Oden foi diagnosticado com mais um revés envolvendo seus problemas contínuos no joelho e LaMarcus Aldridge foi submetido a uma cirurgia cardíaca. O GM interino Chad Buchanan contratou três agentes livres na semana anterior ao primeiro jogo de exibição do Portland: Kurt Thomas, Jamal Crawford e Craig Smith.
Na encurtada temporada de 2011-12, os Blazers começaram com um recorde de 7–2. Mas a equipe rapidamente começou a desmoronar, já que o armador titular Raymond Felton, entre outros, teve problemas com a nova abordagem tática de McMillan. A equipe ganhou alguma notoriedade quando Aldridge foi nomeado para seu primeiro All-Star Game. Apesar do desempenho de Aldridge, o resto da equipe tornou-se mais inconsistente.
Em 15 de março de 2012, os Trail Blazers fizeram vários movimentos, incluindo duas negociações antes do prazo final. Marcus Camby foi enviado ao Houston Rockets em troca de Hasheem Thabeet e Jonny Flynn. Portland então trocou Gerald Wallace para o New Jersey Nets em troca de Mehmet Okur, Shawne Williams e a primeira escolha no draft da NBA de 2012. Todos os quatro jogadores adquiridos nas negociações tinham contratos vencidos, o que significa que seriam agentes livres no final da temporada. Oden foi dispensado do plantel depois de jogar um total de 82 jogos em cinco temporadas da NBA. Por fim, o técnico Nate McMillan também foi demitido, deixando a franquia com o terceiro maior número de vitórias como técnico, e substituido por Kaleb Canales como técnico interino pelo resto da temporada de 2011-12. Depois de agitar o elenco mas ter um recorde de 28-38 e terminar fora da disputa dos playoffs pela primeira vez em três anos, o time entrou na entressafra em busca de um gerente geral e novo treinador principal.
Na loteria do draft da NBA de 2012 em 30 de maio, os Blazers garantiram a 6ª escolha por meio do Brooklyn Nets da troca de Gerald Wallace, e também terminaram com a 11ª escolha geral devido ao seu próprio recorde. Neil Olshey se tornou o novo GM em junho, fazendo pouco mais de um ano desde que os Blazers não tinham um gerente geral interino.

### 2012–Presente: Era Damian Lillard

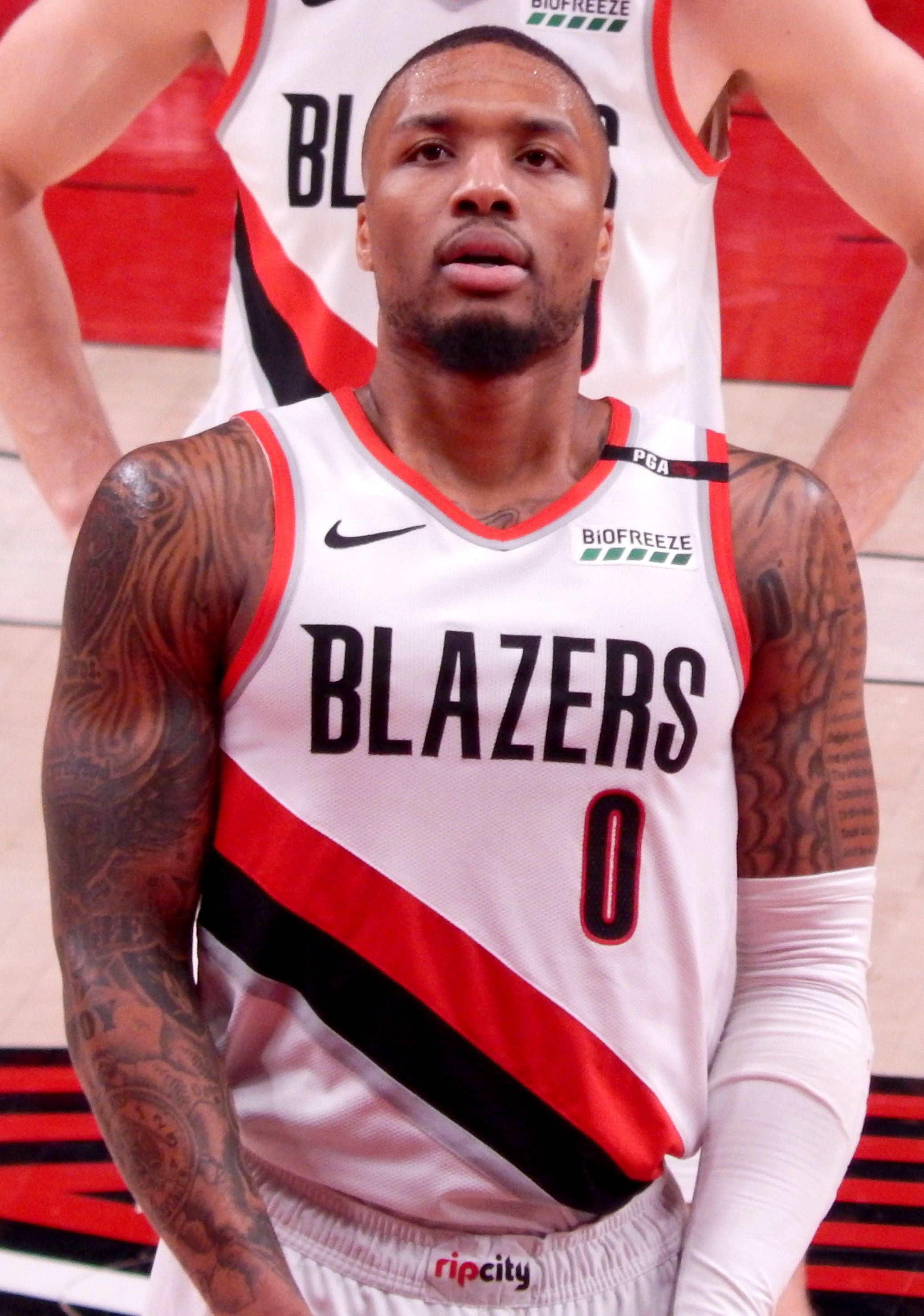
Damian Lillard foi a escolha unânime para o Novato do Ano após a temporada de 2012–13.

Em 28 de junho de 2012, os Blazers selecionaram o armador de Weber State, Damian Lillard, e o pivô da Universidade de Illinois, Meyers Leonard, como a 6ª e 11ª escolhas gerais, respectivamente. Eles também selecionaram Will Barton, armador da Universidade de Memphis, como a 40ª escolha geral.
Liderado por seu novo gerente geral Olshey, o front office do Trail Blazers fez algumas mudanças em julho de 2012. O assistente técnico do Dallas Mavericks, Terry Stotts, foi contratado como técnico principal em 7 de agosto de 2012.
Sob as rédeas de Lillard, os Blazers jogaram bem em janeiro de 2013, tendo um recorde de 20-15. No entanto, apesar dos Blazers permanecerem entre os concorrentes aos playoffs na maior parte da temporada, as lesões dos titulares Nicolas Batum, LaMarcus Aldridge e Wesley Matthews, bem como uma sequência de 13 derrotas consecutivas - a mais longa da história da franquia - levaram à 11ª posição no Oeste com um recorde de 33-49. Com médias de 19,0 pontos, 6,5 assistências e 3,1 rebotes, Lillard foi eleito por unanimidade o Novato do Ano, juntando-se a Ralph Sampson, David Robinson e Blake Griffin como as únicas seleções unânimes na história da NBA.

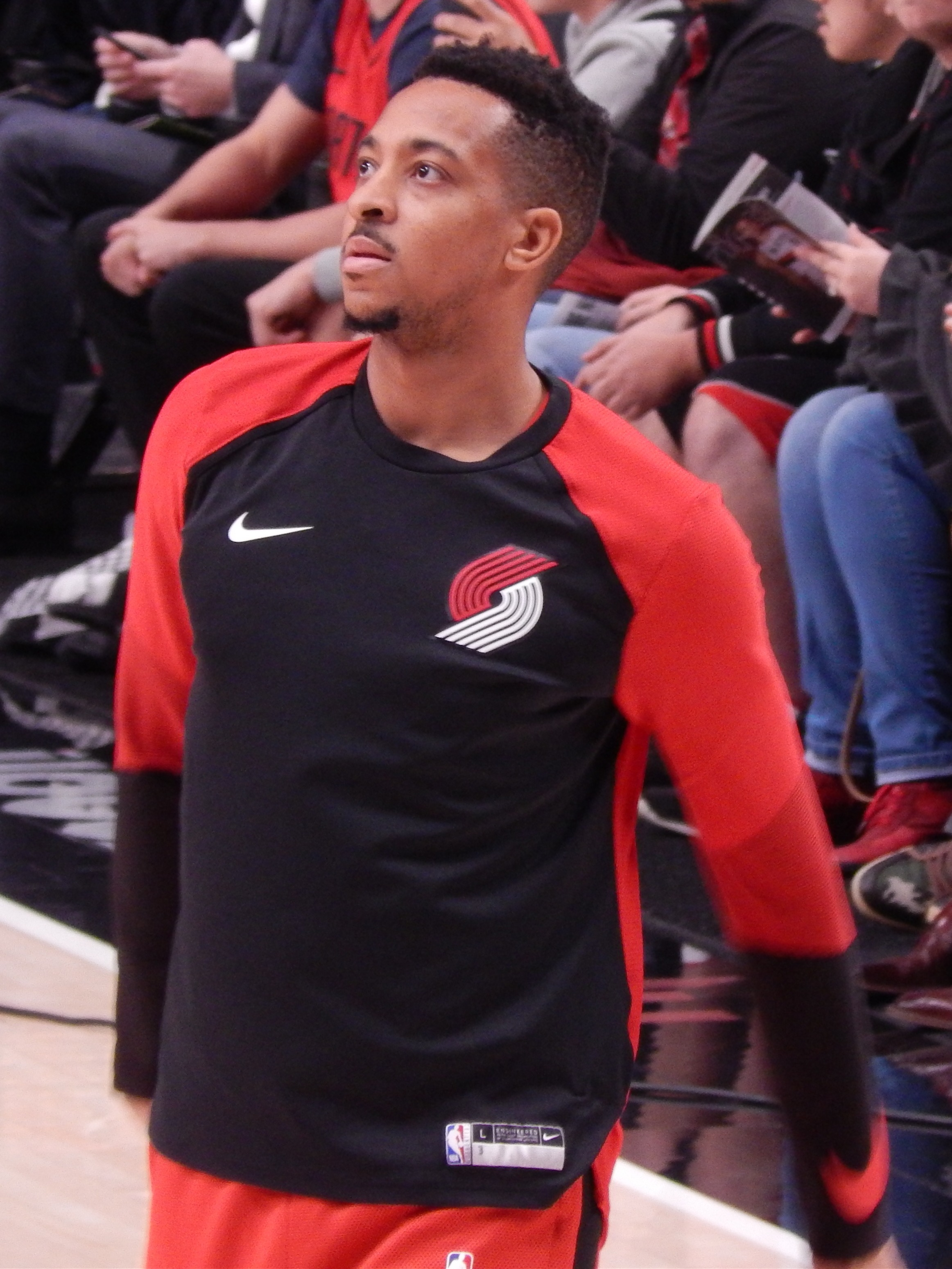
C. J. McCollum, escolhido como a 10º escolha geral no draft da NBA de 2013, formou uma formidável dupla com Lillard.

No draft da NBA de 2013, os Trail Blazers tiveram quatro escolhas: C. J. McCollum da Lehigh University, Jeff Withey da Universidade do Kansas, Grant Jerrett da Universidade do Arizona e o montenegrino Marko Todorović. Além disso, Allen Crabbe foi adquirido do Cleveland Cavaliers em troca de duas escolhas de segunda rodada dos drafts de 2015 e 2016.
Os Blazers terminaram a temporada de 2014-15 com 21 vitórias a mais do que na temporada anterior, o que representou a maior melhoria em uma única temporada na história da franquia. Isso incluiu um período em novembro em que eles venceram 11 jogos consecutivos e o técnico Terry Stotts levou para casa o Prêmio de Técnico do Mês. Em 12 de dezembro de 2013, Aldridge teve 31 pontos e 25 rebotes em um jogo em casa contra o Houston Rockets, a primeira vez que um jogador do Trail Blazers registrou 30 pontos e 25 rebotes. Em 14 de dezembro de 2013, o Blazers atingiu o recorde da franquia de 21 cestas de três pontos contra o Philadelphia 76ers. 19 dias depois, eles empataram o novo recorde contra o Charlotte Bobcats, tornando-se o primeiro time da NBA a fazer 20 ou mais arremessos de três pontos em um jogo mais de uma vez na temporada. Lillard foi votado como reserva para seu primeiro All-Star Game, juntando-se a Aldridge para representar Portland. A equipe terminou a temporada com um recorde de 54-28, garantindo a quinta melhor campanha.
A série de primeira rodada contra o Houston Rockets foi acirrada, com três dos seis jogos indo para a prorrogação. Os Blazers se saíram bem nos dois primeiros jogos derrotando o Houston por 122–120 e 112–105, respectivamente, impulsionados pelos 46 pontos de Aldridge e 18 rebotes no Jogo 1 e os 43 pontos e 3 bloqueios no Jogo 2. No Jogo 6 da série, perdendo por dois pontos faltando 0,9 segundos para o fim do jogo, Damian Lillard acertou uma cesta de três pontos para encerrar a série. Os Blazers avançaram para as semifinais pela primeira vez desde 2000, onde perderam para o eventual campeão San Antonio Spurs em cinco jogos.
As expectativas dos jornalistas esportivos e analistas eram altas para os Trail Blazers na temporada de 2014-15. Como na temporada anterior, a equipe dominou o mês de novembro, vencendo nove jogos consecutivos de 9 a 26 de novembro. As lesões, que não tinham sido significativas na época anterior, começaram a afetar a vários jogadores. Três jogadores dos Blazers foram para New Orleans para o All Star Weekend: Matthews para o Three-Point Contest, Lillard como reserva e Aldridge como titular do All-Star Game.
Mais lesões apareceram no início do ano novo. Na primeira metade da temporada, os Blazers tiveram um recorde de 30-11, permitiram que os oponentes marcassem uma média de 97,0 pontos e os mantiveram em 29,7% de arremessos de três pontos; na segunda metade, os Blazers regrediram para um recorde de 21–20, permitiram 100,2 pontos e permitiram que os oponentes acertassem 37,9% de três pontos. Os Blazers garantiram uma viagem de volta aos playoffs em 30 de março de 2015, derrotando o Phoenix Suns por 109–86. Terminando a temporada com um recorde de 51-31, eles conquistaram seu primeiro título da Divisão Noroeste desde 1999, mas perderam para o Memphis Grizzlies em cinco jogos na primeira rodada dos playoffs.
No draft da NBA de 2015, os Blazers selecionaram Rondae Hollis-Jefferson e posteriormente o negociaram com o Brooklyn Nets, junto com Steve Blake, por Mason Plumlee e a 42ª escolha, Pat Connaughton.
Depois de perder quatro de seus cinco titulares no final da temporada de 2014-15, os Blazers venceram 44 jogos, foram a 5ª melhor campanha na Conferência Oeste e venceram o Los Angeles Clippers em seis jogos na primeira rodada, mas foram eliminados pelo Golden State Warriors em cinco jogos nas semifinais da Conferência.
A temporada de 2017-18 viu os Blazers terminarem com a terceira melhor campanha pela primeira vez desde a temporada de 1999-2000. Em 21 de abril de 2018, eles foram eliminados na primeira rodada dos playoffs pelo New Orleans Pelicans em uma varrida de 4-0.
Na temporada de 2018-19, os Blazers terminaram a temporada regular com um recorde de 53-29, dando a eles a terceira melhor campanha na Conferência Oeste. Na primeira rodada dos playoffs, o Trail Blazers derrotou o Oklahoma City Thunder em cinco jogos dando a eles sua primeira vitória na série de playoffs desde 2016. Na segunda rodada dos playoffs, eles enfrentaram o Denver Nuggets. A série incluiu uma vitória dos Blazers no Jogo 3 por 140–137 o primeiro jogo de prorrogação quádrupla na história dos playoffs da NBA. Os Blazers acabaram vencendo a série em sete jogos e avançaram para suas primeiras finais de conferência desde 2000. Nas finais da Conferência Oeste, eles enfrentaram o bicampeão, Golden State Warriors. No entanto, eles perderam o jogo em quatro jogos e foram varridos.
Após a suspensão da temporada de 2019-20, os Blazers foram uma das 22 equipes convidadas para a bolha da NBA para participar dos 8 jogos finais da temporada regular. Eles tiveram a oitava melhor campanha, mas, depois de vencer o Play-in sobre o Memphis Grizzlies, foram eliminados pelo Los Angeles Lakers em cinco jogos na primeira rodada.
Em 4 de junho de 2021, após uma derrota na primeira rodada dos playoffs de 2021 para o Denver Nuggets, a equipe e o técnico Stotts concordaram mutuamente em se separar. O time contratou Chauncey Billups como o próximo técnico da franquia.
Em 8 de fevereiro de 2022, em meio a uma temporada de derrotas repleta de lesões, os Blazers decidiram trocar C. J. McCollum para o New Orleans Pelicans. Sem McCollum na escalação, houve uma oportunidade para Anfernee Simons liderar o ataque dos Blazers. O jogo de Simon até o final da temporada rendeu a ele uma extensão de vários anos.
Em 23 de junho de 2022, no draft da NBA de 2022, os Blazers selecionaram Shaedon Sharpe da Universidade de Kentucky e Jabari Walker da Universidade do Colorado como a 7ª e 57ª escolhas, respectivamente.

## Jogadores

### Direitos de draft
Os Blazers retêm os direitos de draft para as seguintes escolhas de jogadores de fora da NBA. Um jogador selecionado, seja um recrutador internacional ou um recruta da faculdade que não assine para a equipe que o recrutou, tem permissão para assinar com qualquer equipe que não seja da NBA. Nesse caso, a equipe reterá os direitos do jogador na NBA até um ano após o contrato do jogador com a equipe que não faz parte da NBA. Essa lista inclui direitos de draft que foram adquiridos de negociações com outras equipes.
| Draft | Rodada | Escolha | Jogador    | Pos. | Nacionalidade | Time                        | Notas                                   | Ref    |
| ----- | ------ | ------- | ---------- | ---- | ------------- | --------------------------- | --------------------------------------- | ------ |
| 2015  | 2      | 54      | Dani Díez  | F    | Espanha       | San Pablo Burgos (Espanha)  | Adquirido do New York Knicks (via Utah) | [ 94 ] |
| 2008  | 2      | 44      | Ante Tomić | C    | Croácia       | Joventut Badalona (Espanha) | Adquirido do New York Knicks (via Utah) | [ 95 ] |

### Números aposentados
| Portland Trail Blazers números aposentados |                |           |                     |                        |
| No.                                        | Jogador        | Posição   | Período             | Data da cerimônia      |
| 1                                          | Larry Weinberg | Dono      | 1970–1988           | 1992                   |
| 13                                         | Dave Twardzik  | G         | 1976–1980           | 11 de outubro de 1981  |
| 14                                         | Lionel Hollins | G         | 1975–1980           | 18 de abril de 2007    |
| 15                                         | Larry Steele   | G         | 1971–1980           | 11 de outubro de 1981  |
| 20                                         | Maurice Lucas  | F         | 1976–1980 1987–1988 | 4 de novembro de 1988  |
| 22                                         | Clyde Drexler  | G         | 1983–1995           | 6 de março de 2001     |
| 30                                         | Bob Gross      | F         | 1975–1982           | 18 de dezembro de 2008 |
| 30                                         | Terry Porter   | G         | 1985–1995           | 16 de dezembro de 2008 |
| 32                                         | Bill Walton    | C         | 1974–1979           | 3 de novembro de 1989  |
| 36                                         | Lloyd Neal     | F/C       | 1972–1979           | 24 de março de 1979    |
| 45                                         | Geoff Petrie   | G         | 1970–1976           | 11 de outubro de 1981  |
| 77 2                                       | Jack Ramsay    | Treinador | 1976–1986           | 14 de janeiro de 1993  |
|                                            | Bill Schonely  | Locutor   | 1970–1998           | 3 de novembro de 2003  |

### Hall da Fama
| Hall da Fama    | Hall da Fama      | Hall da Fama           | Hall da Fama        | Hall da Fama |
| Jogadores       | Jogadores         | Jogadores              | Jogadores           | Jogadores    |
| No.             | Nome              | Posição                | Temporadas          | Introduzido  |
| --------------- | ----------------- | ---------------------- | ------------------- | ------------ |
| 19              | Lenny Wilkens 1   | PG                     | 1974–1975           | 1989         |
| 32              | Bill Walton       | C                      | 1974–1979           | 1993         |
| 44              | Dražen Petrović 2 | SG                     | 1989–1991           | 2002         |
| 22              | Clyde Drexler 3   | SG/SF                  | 1983–1995           | 2004         |
| 33              | Scottie Pippen 4  | F                      | 1999–2003           | 2010         |
| 11              | Arvydas Sabonis   | C                      | 1995–2001 2002–2003 | 2011         |
| Treinadores     |                   |                        |                     |              |
| Nome            | Nome              | Posição                | Temporadas          | Introduzido  |
| 77              | Jack Ramsay       | Head coach             | 1976–1986           | 1992         |
| Lenny Wilkens 1 | Lenny Wilkens 1   | Head coach             | 1974–1976           | 1998         |
| 12              | Rick Adelman 5    | Asst. coach Head coach | 1983–1989 1989–1994 | 2021         |

### Draft da NBA
Em sua história, por quatro vezes os Trail Blazers tiveram a escolha número 1 no draft da NBA; cada vez selecionando um pivô. Em 1972, a escolha foi LaRue Martin, Bill Walton foi escolhido em 1974, Mychal Thompson em 1978 e Greg Oden em 2007. Várias escolhas dos Blazers foram criticadas por comentaristas da NBA como particularmente infelizes:
- A seleção de Martin sobre Bob McAdoo.
- A seleção do pivô Sam Bowie como a segunda escolha no draft da NBA de 1984 sobre Michael Jordan; outros jogadores notáveis escolhidos posteriormente naquele draft incluem os futuros membros do Hall da Fama, Charles Barkley e John Stockton.
- A seleção de Greg Oden sobre Kevin Durant em 2007.

## Estatísticas gerais
Estatísticas atualizadas em 05 de janeiro de 2025.

### Jogos
| #   | País           | Nome              | Período   | Jogos |
| --- | -------------- | ----------------- | --------- | ----- |
| 1.  | Estados Unidos | Clyde Drexler     | 1983–1995 | 867   |
| 2.  | Estados Unidos | Jerome Kersey     | 1984–1995 | 831   |
| 3.  | Estados Unidos | Damian Lillard    | 2012–2023 | 769   |
| 4.  | Estados Unidos | Terry Porter      | 1985–1995 | 758   |
| 5.  | Estados Unidos | LaMarcus Aldridge | 2006–2015 | 648   |
| 6.  | Estados Unidos | Clifford Robinson | 1989–1997 | 644   |
| 7.  | Estados Unidos | Jim Paxson        | 1979–1988 | 627   |
| 8.  | Estados Unidos | Larry Steele      | 1971–1980 | 610   |
| 9.  | Estados Unidos | C.J. McCollum     | 2013–2022 | 564   |
| 10. | Estados Unidos | Buck Williams     | 1989–1996 | 557   |

### Pontos
| #   | País           | Nome              | Período   | Pontos |
| --- | -------------- | ----------------- | --------- | ------ |
| 1.  | Estados Unidos | Damian Lillard    | 2012–2023 | 19.376 |
| 2.  | Estados Unidos | Clyde Drexler     | 1983–1995 | 18.040 |
| 3.  | Estados Unidos | LaMarcus Aldridge | 2006–2015 | 12.562 |
| 4.  | Estados Unidos | Terry Porter      | 1985–1995 | 11.330 |
| 5.  | Estados Unidos | C.J. McCollum     | 2013–2022 | 10.710 |
| 6.  | Estados Unidos | Clifford Robinson | 1989–1997 | 10.405 |
| 7.  | Estados Unidos | Jerome Kersey     | 1984–1995 | 10.067 |
| 8.  | Estados Unidos | Jim Paxson        | 1979–1988 | 10.003 |
| 9.  | Estados Unidos | Geoff Petrie      | 1970–1976 | 9.732  |
| 10. | Bahamas        | Mychal Thompson   | 1978–1986 | 9.215  |

### Assistências
| #   | País           | Nome             | Período              | Assistências |
| --- | -------------- | ---------------- | -------------------- | ------------ |
| 1.  | Estados Unidos | Terry Porter     | 1985–1995            | 5.319        |
| 2.  | Estados Unidos | Damian Lillard   | 2012–2023            | 5.151        |
| 3.  | Estados Unidos | Clyde Drexler    | 1983–1995            | 4.933        |
| 4.  | Estados Unidos | Damon Stoudamire | 1997–2005            | 3.018        |
| 5.  | Estados Unidos | Rod Strickland   | 1992–1996, 2000–2001 | 2.573        |
| 6.  | Estados Unidos | Geoff Petrie     | 1970–1976            | 2.057        |
| 7.  | Estados Unidos | Jim Paxson       | 1979–1988            | 2.007        |
| 8.  | Estados Unidos | C.J. McCollum    | 2013–2022            | 1.892        |
| 9.  | Bahamas        | Mychal Thompson  | 1978–1986            | 1.848        |
| 10. | Estados Unidos | Jerome Kersey    | 1984–1995            | 1.762        |

### Rebotes
| #   | País           | Nome              | Período              | Rebotes |
| --- | -------------- | ----------------- | -------------------- | ------- |
| 1.  | Estados Unidos | LaMarcus Aldridge | 2006–2015            | 5434    |
| 2.  | Estados Unidos | Clyde Drexler     | 1983–1995            | 5339    |
| 3.  | Estados Unidos | Jerome Kersey     | 1984–1995            | 5078    |
| 4.  | Bahamas        | Mychal Thompson   | 1978–1986            | 4878    |
| 5.  | Estados Unidos | Buck Williams     | 1989–1996            | 4861    |
| 6.  | Estados Unidos | Sidney Wicks      | 1971–1976            | 4086    |
| 7.  | Estados Unidos | Rasheed Wallace   | 1996–2004            | 3797    |
| 8.  | Lituânia       | Arvydas Sabonis   | 1995–2001, 2002–2003 | 3436    |
| 9.  | Estados Unidos | Lloyd Neal        | 1989–1996            | 3370    |
| 10. | Estados Unidos | Clifford Robinson | 1972–1979            | 3352    |

## Treinadores
Houve 15 treinadores principais no Trail Blazers. O primeiro técnico da franquia foi Rolland Todd, que treinou por duas temporadas. Jack Ramsay é o líder da franquia em jogos na temporada regular (820) e em mais vitórias na temporada regular (453). Rick Adelman é o líder da franquia em jogos de playoffs (69) e mais vitórias em playoffs (36). Ramsay é o único treinador a vencer um título da NBA com os Trail Blazers em 1977. Mike Schuler e Mike Dunleavy ganharam o Prêmio de Treinador do Ano da NBA em 1986–87 e 1998–99, respectivamente.
| #  | Nome              | Time                                         | Temporada regular | Temporada regular | Temporada regular | Temporada regular | Playoffs | Playoffs | Playoffs | Playoffs | Conquistas                                                               | Referências |
| #  | Nome              | Time                                         | J                 | V                 | D                 | %                 | J        | V        | D        | %        | Conquistas                                                               | Referências |
| -- | ----------------- | -------------------------------------------- | ----------------- | ----------------- | ----------------- | ----------------- | -------- | -------- | -------- | -------- | ------------------------------------------------------------------------ | ----------- |
| 1  | Rolland Todd*     | 1970–1972                                    | 138               | 41                | 97                | .297              | —        | —        | —        | —        |                                                                          | [ 98 ]      |
| 2  | Stu Inman*        | 1972                                         | 26                | 6                 | 20                | .231              | —        | —        | —        | —        |                                                                          | [ 99 ]      |
| 3  | Jack McCloskey*   | 1972–1974                                    | 164               | 48                | 116               | .293              | —        | —        | —        | —        |                                                                          | [ 100 ]     |
| 4  | Lenny Wilkens     | 1974–1975 (como jogador-treinador) 1975–1976 | 164               | 75                | 89                | .457              | —        | —        | —        | —        | Um dos 10 melhores treinadores da história da NBA                        | [ 101 ]     |
| 5  | Jack Ramsay       | 1976–1986                                    | 820               | 453               | 367               | .552              | 59       | 29       | 30       | .492     | 1 título da NBA (1977) Um dos 10 melhores treinadores da história da NBA | [ 102 ]     |
| 6  | Mike Schuler      | 1986–1988                                    | 211               | 127               | 84                | .602              | 8        | 2        | 6        | .250     | Treinador da Ano em 1986–87                                              | [ 103 ]     |
| 7  | Rick Adelman      | 1988–1994                                    | 445               | 291               | 154               | .654              | 69       | 36       | 33       | .522     | 2 Finais de NBA (1990, 1992)                                             | [ 104 ]     |
| 8  | P. J. Carlesimo   | 1994–1997                                    | 246               | 137               | 109               | .557              | 12       | 3        | 9        | .250     |                                                                          | [ 105 ]     |
| 9  | Mike Dunleavy     | 1997–2001                                    | 296               | 190               | 106               | .642              | 36       | 18       | 18       | .500     | Treinador da Ano em 1998–99                                              | [ 106 ]     |
| 10 | Maurice Cheeks    | 2001–2005                                    | 301               | 162               | 139               | .538              | 10       | 3        | 7        | .300     |                                                                          | [ 107 ]     |
| 11 | Kevin Pritchard*  | 2005                                         | 27                | 5                 | 22                | .185              | —        | —        | —        | —        |                                                                          | [ 108 ]     |
| 12 | Nate McMillan     | 2005–2012                                    | 535               | 266               | 269               | .497              | 18       | 6        | 12       | .333     |                                                                          | [ 109 ]     |
| 13 | Kaleb Canales*    | 2012                                         | 23                | 8                 | 15                | .348              | —        | —        | —        | —        |                                                                          | [ 110 ]     |
| 14 | Terry Stotts      | 2012–2021                                    | 720               | 402               | 318               | .558              | 62       | 22       | 40       | .355     |                                                                          | [ 111 ]     |
| 15 | Chauncey Billups* | 2021–Presente                                | 280               | 93                | 187               | .332              |          |          |          | –        |                                                                          | [ 112 ]     |

## Diretoria

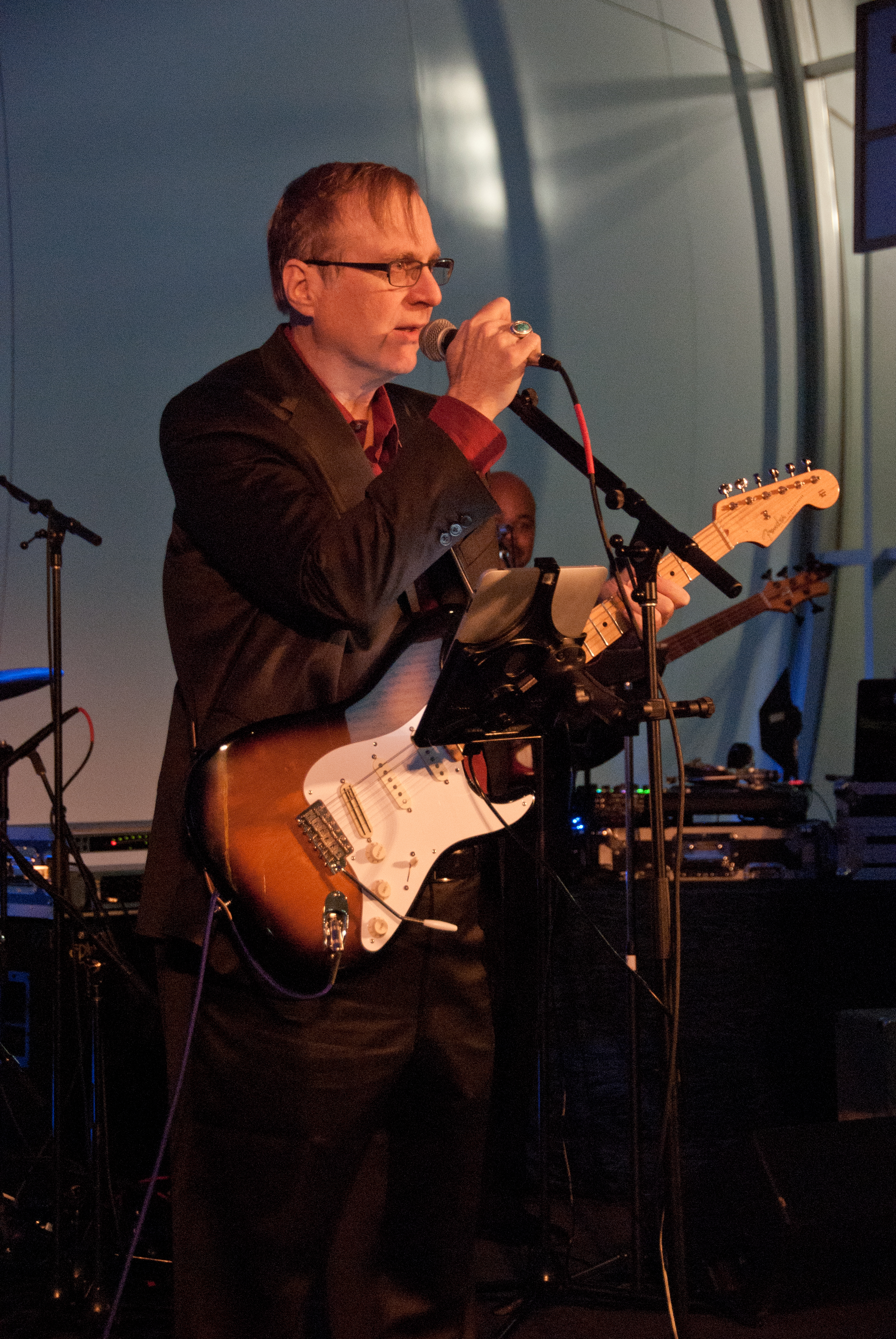
O co-fundador da Microsoft e presidente da Vulcan Inc., Paul Allen, foi dono dos Trail Blazers de 1988 até sua morte em 2018.

A equipe de 1988 a 2018 pertenceu ao co-fundador da Microsoft, Paul Allen; a propriedade dos Trail Blazers é atualmente detida por meio de uma série de holdings pertencentes a Allen. A Vulcan Sports and Entertainment (VSE), administra as propriedades esportivas de Allen, incluindo o Trail Blazers, o Seattle Seahawks da NFL, o Seattle Sounders da MLS e o Moda Center.
Antes de Allen comprar a equipe em 1988, os Trail Blazers pertenciam a um grupo de investidores liderado por Larry Weinberg, que é o presidente emérito.

## Arenas
Os Trail Blazers jogam em casa no Moda Center, uma arena multiuso localizada a nordeste do centro de Portland. O Moda Center, originalmente chamado de Rose Garden, foi inaugurado em 1995 e pode acomodar um total de 19.980 espectadores para jogos de basquete; a capacidade aumenta para 20.580 pessoas em pé. Assim como os Trail Blazers, o Moda Center é propriedade de Paul Allen por meio da subsidiária Vulcan Sports and Entertainment. Durante um período de dois anos entre 2005 e 2007, a arena foi propriedade de um consórcio de credores que financiou sua construção depois que a Oregon Arena Corporation, uma holding agora extinta, declarou falência em 2004. Em agosto de 2013, o nome da arena foi mudado de Rose Garden para Moda Center, depois que os funcionários da diretoria dos Blazers chegaram a um acordo de US$ 4 milhões com a Moda Health Corporation. A mudança de nome foi recebida com críticas consideráveis dos fãs.
Antes de 1995, a casa dos Trail Blazers era o Memorial Coliseum, que hoje fica ao lado do Moda Center. Esta instalação, construída em 1960, pode acomodar 12.888 espectadores de basquete (originalmente 12.666). Foi renomeado como Veterans Memorial Coliseum em 2011.

### Entretenimento no jogo
A equipe tem um esquadrão de líderes de torcida conhecido como BlazerDancers. Composto por 16 membros, os BlazerDancers femininos executam rotinas de dança em jogos caseiros, eventos de caridade e eventos promocionais. Uma equipe de dança júnior composta por meninas de 8 a 11 anos também se apresenta em jogos selecionados em casa. Outros atos regulares de entretenimento no jogo incluem uma equipe de acrobacias co-educacionais que realiza aplausos tecnicamente difíceis, um esquadrão de break dance conhecido como Portland TrailBreakers e um par de atos de percussão.

## Apoio dos fãs e "Blazermania"
A relação entre o time e seus torcedores, comumente conhecida como "Blazermania", já foi bem relatada. A equipe foi mal nas primeiras quatro temporadas de existência, não conseguindo uma média de mais de 10.000 espectadores por jogo. O comparecimento aumentou durante a temporada de 1974-75, quando a equipe contratou Bill Walton.
O fenômeno conhecido como Blazermania começou durante a temporada de 1976-77, quando o time teve seu primeiro recorde de vitórias, fez sua primeira aparição nos playoffs e conquistou seu único título da NBA. Naquela temporada, o time começou uma sequência de lotação esgotada que continuou até que o time se mudou para o Rose Garden em 1995. O time continuou com uma média de mais de 19.000 espectadores por jogo até a temporada de 2003-04, quando o público diminuiu depois que o time continuou a sofrer problemas de imagem devido à reputação de "Jail Blazer" que ganhou e não era mais tão competitivo na quadra. Depois de selecionar Brandon Roy em 2006, o público aumentou na temporada de 2006-07 e continuou a se recuperar na temporada de 2007-08.

O grito de guerra do time, "Rip City", foi cunhado por Schonely durante a primeira temporada do time e continua sendo parte integrante da identidade do time e da base de fãs.